# HSDPA
HSDPA(High Speed Downlink Packet Access). Gre za tretjo generacijo telekomunikaciskega protokola, ki omogoča mreži UMTS hitrejši in večji prenos podatkov. Trenutno komunikacija HSDPA omogoča naslednje hitrosti prenosa podatkov: 1.8, 3.6, 7.2 in 14,4Mbit/s. Za prihodnost se načrtuje prenos podatkov do 42Mbit/s. Zaradi večjega in hitrejšega prenosa podatkov je tako mobilnim telefonskim aparatom omogočen brezžični dostop do interneta. Omrežje je primerno za prenos velikih datotek, video posnetkov ali spremljanje televizije.
Dostop do HSDPA omrežja omogoča večina prenosnih telefonov tretje generacije in kartice PCMCIA, ki jo vstavimo v prenosni računalnik. Na voljo je tudi USB vmesnik, ki podpira to tehnologijo.